# Talmud
| Židé a judaismus |
| Židé • Judaismus • Kdo je Žid |
| Ortodoxní • Konzervativní (Masorti) Progresivní (Reformní - Liberální) • Ultraortodoxní Samaritáni • Falašové • Karaité                                                                                            |
| Etnické skupiny a jazyky |
| Aškenázové • Sefardové • Mizrachim Hebrejština • Jidiš • Ladino • Ge'ez • Buchori |
| Populace (vývoj) |
| Evropa • Amerika • Asie • Afrika • Austrálie |
| Náboženství |
| Bůh • Principy víry • Boží jména 613 micvot • Halacha • Noachidské zákony Mesiáš • Eschatologie |
| Židovské myšlení, filosofie a etika |
| Židovská filosofie Cdaka • Musar • Vyvolenost Chasidismus • Kabala • Haskala |
| Náboženské texty |
| Tóra • Tanach • Mišna • Talmud • Midraš Tosefta • Mišne Tora • Šulchan aruch Sidur • Machzor • Pijut • Zohar |
| Životní cyklus, tradice a zvyky |
| Obřízka • Pidjon ha-ben • Simchat bat • Bar micva Šiduch • Svatba • Ketuba • Rozvod (Get) • Pohřeb Kašrut • Židovský kalendář • Židovské svátky Talit • Tfilin • Cicit • Kipa Mezuza • Menora • Šofar • Sefer Tora |
| Významné postavy židovství |
| Abrahám • Izák • Jákob • Mojžíš Šalomoun • David • Elijáš • Áron Maimonides • Nachmanides • Raši Ba'al Šem Tov • Ga'on z Vilna • Maharal                                                                           |
| Náboženské budovy a instituce |
| Chrám • Synagoga • Ješiva • Bejt midraš Rabín • Chazan • Dajan • Ga'on Kohen (kněz) • Mašgiach • Gabaj • Šochet Mohel • Bejt din • Roš ješiva                                                                      |
| Židovská liturgie |
| Šema • Amida • Kadiš Minhag • Minjan • Nosach Šacharit • Mincha • Ma'ariv • Musaf |
| Dějiny Židů |
| starověk • středověk • novověk |
| Blízká témata |
| Antisemitismus • Gój • Holocaust • Izrael Filosemitismus • Sionismus Abrahámovská náboženství |
| z • d • e |

Talmud (hebrejsky תַּלְמוּד‎), od למד – učit, tedy učení, je soupis rabínských diskusí týkajících se židovského zákona, etiky, které židovská tradice považuje za směrodatné. Právnické a etické diskuze jsou orámovány řadou legend a příběhů, které slouží jako dokreslení tematiky. Vedle Tanachu je jedním ze základních autoritativních textů židovské víry. Talmud má dvě části. Mišna je psanou sbírkou ústního zákona judaismu a gemara je diskusí nad mišnou a nad souvisejícími tanaitskými spisy, často odbočující k jiným tématům a podrobně vykládající Tanach. Gemara je jedním ze základů pro ustanovení rabínského zákona a je často citována v ostatní rabínské literatuře. Talmud jako celek bývá, stejně jako Mišna, označován Šas (Šest pořádků Mišny). Samotný termín talmud může v kontextu rabínské literatury znamenat následující:
1. Metoda, disciplína (píše se s malým t). Jako metoda je opakem midraše. Zatímco midraš z biblického textu vyvozuje právní ustanovení, talmud bere právní ustanovení a snaží se pro něj najít oporu v biblickém textu. Někdy se termínem talmud označuje samotný biblický verš.
2. Literární dílo (jako vlastní jméno se může psát s velkým T). Sbírka traktátů mišny opatřených komentářem a diskusemi – gemarou. Rozlišujeme Babylónský talmud (Talmud bavli) a Jeruzalémský talmud, někdy nazývaný též Palestinský (Talmud jerušalmi).

Talmud je kolektivní dílo, jehož vytvoření trvalo několik set let. Počet známých autorů se pohybuje kolem 3500. Rabíni, kteří vytvářeli gemaru, následníci tanaitů, jsou nazýváni amora'im (אמוראים‎, sg. amora, אמורא‎), dosl. „říkající“.

## Původ talmudu
Původně byla židovská učenost ústní. Rabíni probírali a vykládali zákon a Bibli bez pomoci písemných děl (vyjma samotných biblických knih). Tento stav se nicméně drasticky změnil, a to hlavně následkem zničení židovského politicko-ekonomického společenství v roce 70 n. l. a následných otřesů v oblasti židovských společenských a právních norem. Rabíni museli čelit nové situaci, jakou byl judaismus bez Chrámu a Judsko bez samosprávy, a nastal rozmach právních diskuzí a starý systém ústního učení nebylo možno udržet. Právě během tohoto období začaly být rabínské diskuze zapisovány.
První zaznamenané ústní zákony mohly mít formu midrašů, v nichž je halachická diskuze strukturována jako exegetický komentář k Pentateuchu. Ale přibližně kolem roku 200 n. l., kdy rabi Jehuda ha-Nasi zredigoval Mišnu, začala převládat jiná forma, s uspořádáním podle témat spíše než podle biblického verše. Sanhedrin v Galileji, kam se přemístil z Judska po rozdrcení povstání Bar Kochby, dosáhl svého zenitu právě v době r. Jehudy ha-Nasi.

## Struktura talmudu

### Mišna
Mišna (משנה‎) je kompilací tradic, sebraných během prvních dvou století n. l. a zredigovaných do konečné podoby kol. r. 200 rabi Jehudou ha-Nasim. Mišna stručně zaznamenává názory rabínů nebo anonymní tradice a sestavuje je dle tematické příbuznosti.

### Gemara
Během staletí následujících po konečném zredigování mišny rabíni po celé Palestině a Babylonii tuto práci analyzovali, rozebírali a diskutovali o ní. Tyto diskuse tvoří gemaru (גמרא‎). Gemara se zaměřuje zejména na vysvětlení a rozvedení názorů tanaitů. Gemara znamená „dokončení“, od slovesa gamar גמר: hebrejsky: dokončil; aramejsky: studoval.

### Barajta
Gemara často zmiňuje výroky tanaitů, které nejsou nikde jinde zaznamenány, a srovnává je s těmi, jež jsou obsaženy v mišně, aby jimi podpořila nebo naopak odmítla návrhy amora'im. Všechny tyto nemišnaické tanaitické zdroje jsou nazývány barajtot, sing. barajta, ברייתא‎, doslova „stojící vně“, ve smyslu „tanaitské výroky, které se nestaly součástí textu Mišny Jehudy ha-Nasiho“. Texty barajtot nikdy nebyly zaznamenány písemně v samostatné sbírce; jediný pramen, ze kterého je můžeme čerpat, je tedy gemara, kde jsou většinou uvozeny slovy תניא‎, či תנו רבנן = ת״ר, tanu rabanan, doslova „Naši mistři vyučovali“. Od ostatního textu gemary se rovněž liší použitým jazykem - zatímco amora'im píší v drtivé většině aramejsky, tanaitská látka je vždy psána hebrejsky.

## Metodologie
Gemara je koncipována následovně: 

Poté, co je uveden text mišny, je její text rozdělen na jednotlivé části a tyto postupně vykládány. Nejčastěji výklad začíná otázkami:
- Co tento výrok mišny znamená
- Odkud tato tradice pochází (jaký je její důvod, kde má oporu v písmu)
- Pokud je výrok v mišně anonymní, kdo je jeho autorem

Následně různí rabíni nebo i gemara anonymně přichází s různými tvrzeními a názory, ty jsou pak rozebírány a srovnávány s jinými výroky v dialektické výměně názorů. Pokud dojde k názorovému střetu, snaží se gemara najít řešení. Názorový střet se v gemaře nazývá nejčastěji kušja (dosl. něco, co je těžké; obtíž), ten, kdo kušju vznáší, je nazýván makšan; odpověď (vyvrácení) kušji se nazývá teruc, ten, kdo jej přináší, je nazván tarcan. Teruc může mít různé formy, nejčastější je tzv. chiluk, dosl. rozdělení, kdy gemara řeší problém mezi dvěma spornými tradicemi tak, že učí, že každá z nich hovoří o něčem úplně jiném, a tudíž nemohou být ve sporu. Tato metoda se používé především v situacích, kdy je text mišny ve sporu s textem nějaké barajty, případně jiné mišny, tedy při sporech mezi tanaity. Jedním z pravidel, kterými se diskuze v gemaře řídí, je předpoklad, že tanaité mají vždy pravdu (respektive není možné prohlásit o názoru mišny nebo barajty, že je „špatně“). Podobně je možné řešit i spory mezi dvěma amoraim, kde se již častěji používá logická dedukce. Ve výjimečných případech dochází i k použití autority - Rabi XX má větší autoritu než Rabi XY a svůj názor tak prosadí silou své osobnosti i bez argumentů. V některých případech debaty nejsou uzavřeny, činí se tak výrazem teku, dosl. „ať to zůstane stát“, tedy „tato záležitost zůstala nerozřešena.“
Tyto názorové výměny tvoří „stavební jednotky“ gemary; název pro takovou pasáž z gemary, která řeší určitou část mišny, je sugja (סוגיא‎; plurál sugjot). Sugja může být velmi dlouhá, ale může se skládat i z jednoho či dvou slov. V každé sugji jsou představovány biblické, amoraické a tanaitické výroky na podporu rozličných názorů. Tím Gemara vnáší sémantické rozpory mezi tana'im a amora'im (často připisujíce určitý názor některé dřívější autoritě; např. jak by byl býval onen člověk odpověděl na nějakou otázku apod.) a srovnává pohled mišny s pasážemi z barajty.

### Halacha a agada
Gemara obsahuje obrovské množství materiálu a dotýká se velmi mnoha témat. Tradiční talmudské výroky lze rozdělit do dvou širokých kategorií, na halachické a agadické výroky. Halachické výroky jsou ty, které se týkají židovského práva a praxe (halacha). Agadické výroky jsou ty, jež právní podstatu nemají, ale jsou spíše exegetické, homiletické, etické nebo historické.

## Kompilace talmudu
Práce na gemaře probíhala ve dvou hlavních centrech židovské učenosti, v Zemi izraelské a v Babylonii. Tak byly vytvořeny dvě gemary, které mají sice obdobný styl, v některých oblastech na sebe navazují, v jiných citují společné prameny, nicméně ve výsledku se jedná o dvě odlišná díla. Starší kompilace se nazývá Jeruzalémský talmud neboli Talmud jerušalmi. Byl sestaven v Izraeli někdy během čtvrtého století n. l. Babylónský talmud byl sestaven kolem roku 500 n. l., ačkoli i poté byl nadále editován. Slovo Talmud, je-li použito bez bližšího upřesnění, zpravidla označuje Babylónský talmud.

### Jeruzalémský talmud –Talmud jerušalmi
Jeruzalémský talmud pochází z Tiberiady ze školy Jochanana ben Napachy. Je kompilací obsahující učení tří škol nalézajících se ve městech Tiberias, Sepforis a Caesarea. Jeho konečná redakce zřejmě spadá do konce čtvrtého století. Tou dobou už bylo oficiálním náboženstvím římského impéria křesťanství a Jeruzalém byl hlavním městem křesťanstva. V roce 325 n. l. císař Konstantin, první křesťanský císař, prohlásil: „Nemějme nic společného s tímto protivným lidem,“ (tj. se Židy). Toto prohlášení udělalo z každého Žida vyvrhele a ubožáka. Jeruzalémský talmud byl tedy redigován v mnohem hektičtějším a obtížnějším prostředí, než jeho babylónský protějšek, avšak i přesto zůstává nepostradatelným zdrojem židovského zákonodárství ve Svaté zemi.

### Babylónský talmud –Talmud bavli
Od dob babylonského zajetí v roce 586 př. n. l. žili Židé pouze v sídlech mimo Judsko. Většina zajatců se domů nevrátila. Přirozeným přírůstkem, migrací a obchodem populace vzrostla. Nejdůležitějšími židovskými středisky byly: Nehardea, Nisibis, Mahoza, Pumbedita a Sura. Pro učence přestalo být důležité cestovat pro autentickou tradici do Palestiny. Člověkem, který položil základ k Babylonskému talmudu byl Rav. Skutečným editorem Babylonského talmudu byl rav Aši, předseda akademie v Súře v letech 375 až 427 n. l. Práci jím započatou dokončil Ravina. Podle tradice byl Ravina posledním amorou. Jeho smrt v roce 499 n. l. označuje ukončení období redigování talmudu.

### Srovnání stylu a tematických předmětů
Mezi oběma kompilacemi (oběma talmudy) existují rozdíly. Jazykem Jeruzalémského talmudu je západoaramejské nářečí, které se liší od babylonského. Oba talmudy nemají zcela jednotnou mišnu a pořadí traktátů, zvláště v Jeruzalémském talmudu nesleduje vždy pořadí ustavené v mišně.
Babylonský talmud obsahuje gemaru pouze k 38 z 63 traktátů Mišny: většina zákonů z oddílu Zera'im (zemědělské zákony platící pouze pro Svatou zemi) a Tahorot (zákony rituální čistoty týkající se Chrámu a systému přinášení obětí) měla v Babylonii jen malý praktický význam a nebyla tudíž zahrnuta. Talmud jeruzalémský však určitou část těchto traktátů pokrývá.
Babylonský talmud získal mnohem větší vliv než Jeruzalémský. Je tomu tak proto, že vliv a prestiž židovského společenství v Izraeli ve srovnání s babylonským společenstvím v letech po dokončení talmudu setrvale klesaly, a to až do gaonského období. Navíc byla konečná úprava Babylonského talmudu mnohem kvalitnější než tomu bylo u Jeruzalémského talmudu, čímž se stal použitelnějším a z právního hlediska závaznějším.

## Tisk talmudu
První kompletní vydání Babylonského talmudu bylo vytištěno v 16. století v Itálii Danielem Bombergem. Vedle mišny a gemary Bombergovo vydání obsahovalo Rašiho komentáře a Tosafot. Téměř všechna tištěná vydání od dob vydání Blombergova dodržela stejné stránkování. V roce 1835 vytiskl nové vydání Talmudu Menachem Romm ve Vilně.

## Chápání talmudu

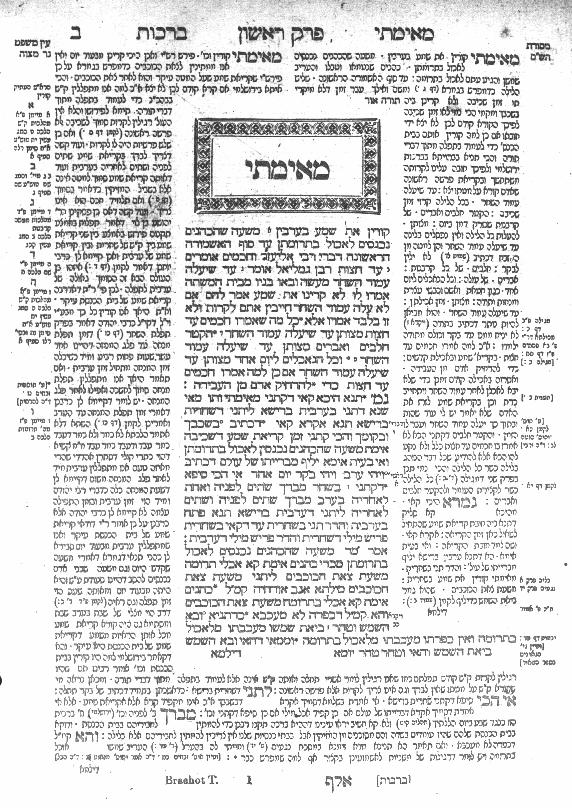
Ukázka stránky Talmudu, první stránka traktátu Berachot, rommovské vydání. Písmena גמ׳ ve 14. řádce shora oddělují mišnu od gemary. Napravo se nachází Rašiho komentář, nalevo Tosafot.

Talmud je pro obyčejného člověka, nadto vychovaného v evropsko-antických představách o tom, co je logické a co ne, těžko pochopitelný. Jeho jazyk je spíše stenografickým záznamem rabínských diskuzí, navíc obsahuje mnoho řeckých a perských slov která se časem stala nejasnými. Za účelem vysvětlit tato slova a pasáže se vyvinulo jedno hlavní odvětví talmudské učenosti. Někteří raní komentátoři jako rabejnu Geršom z Mainzu (10. stol.) a rabejnu Chanan'el (začátek 11. stol., Kairuán (Tunisko)) vytvořili k různým traktátům průběžné komentáře, které lze číst společně s textem traktátu a pomáhají objasnit jeho význam. Rabi Natan ben Jechi'el v 11. století použil jiný přístup a vytvořil pro překlad obtížných slov lexikon nazývaný Aruch. Zdaleka nejznámějším komentářem k Babylonskému talmudu je komentář Rašiho (Rabi Šlomo ben Jicchak, Šlomo Jicchaki, 1040-1105). Jeho dosud nepřekonaný komentář pokrývá téměř celý Talmud. Podobný přínos znamenal pro Jeruzalémský talmud komentář Ga'ona z Vilna. Ve 12. století vznikl další hlavní komentář známý jako Tosafot („doplňky“ nebo „dodatky“). Tosafot jsou sebrané komentáře různých středověkých aškenázských rabínů (tosafistů) k Talmudu.

### Pilpul
V průběhu 15. a 16. století se objevila nová intenzivní forma studia talmudu. K vysvětlení menších významových rozporů uvnitř talmudu se při ní používaly složité logické argumentace. Pro označení tohoto typu studia se používal pojem pilpul (hebrejsky pepř).
Ti, kdo používali pilpul, přistupovali k talmudickému textu podobně, jako k Tóře, totiž, že Talmud nemůže obsahovat vůbec nic nadbytečného ani rozporuplného. Tudíž byly vytvořeny nové kategorie a nová rozlišení (chilukim), které „zdánlivé“ rozpory uvnitř Talmudu řešily novými logickými prostředky. Tento pilpulistický styl poprvé zaznamenal Isaac Canpanton (zemřel ve Španělsku r. 1463) ve svých Darchej ha-talmud (Cesty talmudu).
Studium pilpulem dosáhlo svého největšího rozmachu v 16. a 17. století, kdy se v ješivách Polska a Litvy zběhlost v pilpulistické analýze považovala za umění svého druhu a stala se cílem sama o sobě. Jedna z variací pilpulu spočíval v uměle vytvořeném problému, na který bylo nutné najít odpověď. Ale tato populární nová metoda studia talmudu se pochopitelně neobešla bez kritiky. Už v 15. století etický traktát Orot cadikim (heb. Světla spravedlivých) kritizoval pilpul za přílišný důraz na intelektuální aktivitu. Mnozí rabíni 16. a 17. století byli rovněž k pilpulu kritičtí. Mezi nimi jsou význačnými Jehuda ben Becalel („Pražský Maharal“), Ješaja Horowitz, a Ja'ir Chajim Bacharach. Maharal dokonce údajně prohlásil, že je užitečnější hrát šachy, než studovat pilpul.
V 18. století studium pilpulem upadalo. Rozšířenějšími se staly jiné styly učení, jako např. styl školy Ga'ona z Vilna. Pojem pilpul se čím dál tím víc používal hanlivě pro novoty považované za kasuistické a příliš analytické, postrádající smysl samotného učení. Autoři nazývali své vlastní komentáře „al derech ha-pešat“ ("snadnou cestou"), aby zdůraznili, že nejde o pilpul.

### Brisker metoda
Koncem 19. století se objevil další trend ve studiu talmudu. Tento typ studia vyvinul a zdokonalil rabi Chajim Solovejčik (1853-1918) z Brisku. Brisker metoda obnáší rozbor rabínské argumentace v talmudu nebo mezi rišonim a vysvětlení různých názorů jejich zařazením do kategorické struktury. Brisker metoda je vysoce analytická a často kritizovaná jakožto moderní verze pilpulu. Nicméně vliv brisker metody je obrovský. Ve většině moderních ješiv se talmud studuje užitím nějaké formy brisker metody. Právě s použitím této metody začala být Maimonidova Mišne Tora studována nejen jako halachická práce, ale i jako práce z oblasti interpretace talmudu.

## Kritická metoda
Text talmudu byl během jeho historie do určité míry podrobován i kritickému zkoumání. Jak ukazuje Jona Frenkel ve své knize Darko šel Raši be-ferušo la-Talmud ha-bavli, jedním z Rašiho velkých přínosů bylo opravení textu. Rabejnu Tam, Rašiho vnuk a jedna z ústředních postav tosafistských akademií proti opravování textu polemizuje ve své nepříliš často čtené práci Sefer ha-jašar. Nicméně tosafisté také text talmudu opravovali, a dělali to i mnozí jiní středověcí komentátoři. Všeobecně se ale tradiční komentáře opravám textu talmudských pasáží vyhýbají. V důsledku emancipace z ghetta (1789) prodělal judaismus během 19. století silné otřesy a transformaci (viz Progresivní judaismus, Haskala). Na talmud se začaly aplikovat moderní metody textové a historické analýzy.
Vůdcové reformního hnutí, jako např. Abraham Geiger a Samuel Holdheim v rámci svého úsilí odštěpit se od tradičního rabínského judaismu podrobili talmud přísnému přezkoumání. V reakci na to začali být vedoucí představitelé židovské ortodoxie jako Chatam Sofer a Samson Rafael Hirsch citliví na jakékoli změny a zavrhli moderní kritické metody studia talmudu. Metody a způsob studia talmudu proto uvízly v debatách mezi reformismem a ortodoxií.
Někde uprostřed mezi těmito dvěma zcela protichůdnými pohledy vyvstala nová škola, která vyvinula historicko-kritickou metodu studia talmudu. Učenci a rabíni zastávající tento názor uvěřili, že židovské právo je výsledkem dlouhého vývoje a že svévolnému vměšování se do tohoto přirozeného procesu bychom se měli vyhýbat. Na druhou stranu také věřili, že tradiční židovské zdroje, jako talmud, by měly být podrobeny akademickému zkoumání a kritické analýze. Činiteli tohoto pohledu byli Zachariáš Frankl, Leopold Zunz a Šlomo Jehuda Leib Rappaport. Dnes se tento typ studia objevuje především v konzervativním judaismu.
Mimo jiné proto, že soudobá metoda historického studia má původ v době náboženských reforem, stala se v ortodoxním světě automaticky podezřelou. Přesto ji využívali i mnozí z nejsilnějších kritiků reformismu, včetně striktně ortodoxních rabínů. Význační mezi nimi byli Nachman Krochmal a Cvi Hirš Chajes.

### Talmudská učenost dnes
Níže jsou uvedeny některé trendy v dnešní talmudské učenosti:
- Ortodoxní judaismus trvá na tom, že ústní zákon byl zjeven spolu s psaným zákonem. Tudíž většina ortodoxních odmítá aplikovat na talmud historickou metodu.[zdroj?] Rovněž odmítá připisovat autorům talmudu jakékoli motivy.[zdroj?]
- Někteří učenci zastávají názor, že v průběhu historie nastaly rozsáhlé redakční úpravy příběhů a výroků v talmudu. Protože neexistují vnější texty, které by to potvrdily, tvrdí, že u většiny výnosů a zákonů už dnes prostě nemůžeme doložit původ ani dobu vzniku a že o jejich autorství můžeme s jistotou tvrdit jen málo. Podle tohoto názoru jsou výše uvedené otázky nezodpověditelné. Viz např. práce Louise Jacobse a Šajeho J. D. Cohena.
- Někteří učenci zastávají názor, že talmud byl rozsáhle utvářen pozdějšími redakčními zásahy, ale že obsahuje zdroje, které dokážeme s určitou mírou spolehlivosti rozpoznat a zařadit. Podle tohoto názoru lze zdroje identifikovat sledováním jejich historie a rozborem geografických oblastí původu. Viz např. práce Lee I. Levina a Davida C. Kraemera.
- Někteří učenci zastávají názor, že mnoho nebo většina výroků a událostí popsaných v Talmudu se odehrála víceméně tak, jak byly zaznamenány, a že je lze použít jako seriózní zdroje studia dějin. V rámci tohoto pohledu se historikové snaží odfiltrovat pozdní dodatky (což samo o sobě je velmi obtížným úkolem) a nalézt skeptický pohled na zázraky, a zanechat jenom věrohodný historizující text. Viz např. práce Saula Liebermana, Davida Weisse Halivniho a Avraham Goldberga.

## Role Talmudu v Judaismu
Talmud, základní dílo židovské paměti, pokrývá všechny aspekty veškerých lidských aktivit. Literatura a právo, medicína a geometrie, zeměpis a astronomie, podobenství a aforismy, problémy jednotlivce tváří v tvář společnosti, chování vůči cizinci, otázky po smyslu života, interpretace Zákona a psychologická analýza, kulturní a náboženské konflikty – „Obracej stránky,“ říká jeden mudrc, „dobře je obracej, neboť je na nich vše.“

Talmud je jedinečný. Hovoří k srdci stejně jako k rozumu, otevírá neviditelné brány starověkých pokladnic i současných problémů.

Talmud zahrnuje studium a více než studium – respekt k určitým hodnotám, ale zároveň nepřetržité tázání po smyslu těchto hodnot. To znamená, že se zakládá především na dialogu: dialogu s přítomností, dialogu s minulostí…“
Elie Wiesel
Talmud je psaným záznamem ústní tradice. Stal se základem mnohých rabínských zákoníků a zvyků. Ne všichni Židé, ať už v minulosti nebo v současnosti, uznali talmud jako dílo mající náboženskou autoritu. Tento oddíl poskytuje stručný přehled těchto hnutí.

### Saduceové
Saduceové byli židovská sekta vzkvétající v období druhého Chrámu. Jedním z jejich hlavních argumentů proti farizejům (tj. proti směru, z něhož vzešel pozdější rabínský judaismus) bylo jejich odmítnutí Ústního zákona.

### Karaismus
Dalším hnutím, které odmítalo Ústní zákon, byl karaismus. Vznikl v Babylónii v průběhu dvou století po uzavření Talmudu, v gaonském období. Rabínské zdroje hovoří o tom, že myšlenka založit karaity byla rázu čistě politického, karaitské zdroje naopak uvádí, že jejich hnutí byly pouze dány pevnější obrysy. Středobodem karaismu je odmítnutí ústní tóry tak, jak je vyjádřena v talmudu, ve prospěch striktní věrnosti pouze psanému Zákonu. To je proti základní myšlence rabínského judaismu, že ústní zákon byl dán Mojžíšovi na Sinaji společně s psaným zákonem. Karaismus prakticky vymizel, z 10 % (místy až 40 %) židovského obyvatelstva v době jeho největšího rozšíření poklesl jeho podíl na současných odhadovaných 0,002 %[zdroj?].

### Reformní judaismus
Se vzestupem reformního judaismu během 18. století byla autorita talmudu opět zpochybňována. Talmud (dokonce společně s psaným Zákonem) byl nahlížen pouze jako produkt pozdního starověku, mající význam jen jako historický dokument.

### Talmud v soudobém judaismu
Ortodoxní judaismus nadále zdůrazňuje důležitost studia talmudu a talmud je základní složkou rozvrhu v ješivách. Pravidelné studium talmudu veřejností zpopularizovalo hnutí Daf jomi, denní kurs studia talmudu, který založil v roce rabi Me'ir Šapiro.
Konzervativní judaismus obdobně zdůrazňuje studium talmudu v náboženském a rabínském vzdělání. Talmud je studován jako historický zdrojový text pro halachu a na konzervativních ješivách není nijak bráněno akademičtějšímu a kritičtějšímu přístupu, který v kombinaci s tradičním pojetím vede k zajímavým výsledkům. Konzervativní přístup k utváření právních rozhodnutí zdůrazňuje vkládání klasických textů a precedentních případů do historického a kulturního kontextu. Tento přístup vyústil ve větší praktickou flexibilitu, než je tomu u ortodoxního judaismu.
Reformní judaismus neklade na studium talmudu ve svých hebrejských školách takový důraz jako výše uvedené směry, ale v rabínských seminářích jej vyučuje; světonázor liberálního judaismu zamítá závaznost halachy a používá talmud pouze jako zdroj inspirace a mravního naučení.

## Ukázky z mišny a talmudu
- V čase příchodu Mesiáše budou všichni otroky Izraele. (Eruvin 43b)
- Ten, kdo zachrání jednu duši Izraele, jako by zachránil celý svět. (Sanhedrin 4:5)
- Ale heretici, udavači a odpadlíci, kteří odmítli Tóru a kteří odmítli vzkříšení mrtvých a šířili strach zemí života a kteří hřešili a k hříchu přiváděli mnohé, jako Jeroboám syn Nebatův, sestoupí do pekla a budou k němu odsouzeni po všechny generace. (Roš ha-šana 17a)
- Aba Šaul praví: Tak jako Bůh je laskavý a milosrdný, tak buď i ty laskavý a milosrdný! (Šabat 133b)
- Tři znaky má tento lid izraelský: Jsou soucitní, zdrženliví a konají skutky milosrdenství. (Jevamot 79a)
- Rabi El'azar praví: Nedej si namluvit od svého pokušitele, že hrob ti bude útočištěm! Chtě nechtě jsi vznikl, chtě nechtě ses narodil, chtě nechtě jsi živ, chtě nechtě umřeš – a chtě nechtě vydáš účet ze svého konání Králi všech králů, Nejsvětějšímu, pochválen budiž! (Avot IV, 29)
- Láska na něčem závislá pomine, když zanikne její příčina. Láska na ničem nezávislá nepomine nikdy. Jaká láska je na něčem závislá? - Láska Ammóna k Tamáře (II.kniha Samuelova kap.13.). A jaká láska není závislá na ničem? – To je láska Davida k Jónatanovi (I.kniha Samuelova kap.18. až II. kniha Samuelova kap.1.). (Avot 5,19)
- Řekl Rava: Víno a vonná koření otevřely mé srdce moudrosti. (Joma 76b)
- Víno je původcem nářku ve světě, víno je původcem bídy ve světě. (Joma 76b)
- Rab Jehuda praví: Rav řekl: Není dovoleno člověku jísti, dokud nenakrmil svůj dobytek. Jakožpak je psáno: „Dám trávu dobytku tvému a budeš jíst a nasytíš se (Joz.11,15).“ Tedy: Prve trávu dobytku a poté teprve smíš jíst i ty. (Berachot 40a)
- Proč byl člověk stvořen teprve jako poslední tvor? Proto, aby se mu řeklo, když zpyšní: „I ten komár je přednější (byl na světě dříve než ty).“ (Sanhedrin 38a)
- Rabi Natan praví: Vadu kterou sám máš, nevytýkej jinému. (Bava meci'a 59b)
- Jinověrce, dbalého zákona, není dovoleno klamat. Vrať mu každou ztrátu, netup ho, nýbrž cti jej víc než izraelitu, jenž zákona dbalý není. (Sefer Chasidim kap.68)
- Pro uzdravení těla žida, ať vezme prach, který leží ve stínu kolem toalety, smíchá to s medem a sní to. (Gittin 69a)
- Je vhodné spojovat studium Tóry s prací, neboť námaha vynaložená na obojí dává zapomenout na hřích. Avšak každé studium Tóry, které nedoprovází práce, nebude mít dlouhé trvání a skončí hříchem. (Avot II, 2).
- Zemědělství je nejnižší povolání (Yebamoth 63a)